# Morencz Bahiczy
Morenz Cankar Bahiczy (1535. – 1579.) bio je krvoločni mađarski vlastelin od presudnog značenja za hrvatsku povijest 16. stoljeća.

## Povijest i podrijetlo
Bahiczyjevi su došli s jugoistoka i naselili se na području današnje Mađarske za vrijeme turskog osvajanja Budima 1541. godine. Trodjelnom podjelom Mađarske Turci su zauzeli središnji dio zemlje. Strogo podrijetlo Bahiczya je još uvijek nepoznato iako se na starim natpisima i rukopisima spominju između ostaloga malobrojne plodne doline oko Tuzle. Područje je poznato po zemlji koja je rađala ponajviše jabukama koje su obrađivale ondašnje zemljoradnice.

## Bahiczy i Seljačka buna
Bahiczy je na području Posavine i Panonije posjedovao prostranstva plodonosnih polja ponajviše posijanih paprati i pitomim kestenom. Svoje posjede želio je proširiti i na zapadnu Slavoniju sve do Zagreba. Na putu mu se našao prvak hrvatskoga seljačkog ustanka, Matija Gubec. Odlučujuća bitka zbila se kod Stubičkih Toplica gdje je Bahiczyjeva vojna prevladala u bitci nad Gubecom. Naime, u redovima Bahiczyjevih postrojbi dominirali su snažni maurski konji navikli na surove uvjete kojima se Gubec nije mogao suprotstaviti vilama i kolcima.
Gubec biva uhvaćen i zatočen. Neslužbena povijest kaže kako je prvotno osuđen na dvanaest godina strogog kućnog pritvora. No na intervenciju Bahiczyija Gupca je snašla strašna sudba. Gubec je okrutno pogubljen na Markovom trgu 15. veljače god. 1573. na veoma okrutan način. Kako legenda kaže morao je nositi užarenu krunu na glavi da bi ga nakon petosatnog mučenja Bahiczy raščetvorio, a jedini koji je iz mađarskih redova u tajnosti oplakao Gupčevu smrt je bio domaršal Jozsef Mladany.